# Wierzbka (Suchedniów)
Wierzbka – dzielnica w południowo-wschodniej części miasta Suchedniowa w woj. świętokrzyskim, w powiecie skarżyskim. Jest to typowa ulicówka, rozpościerająca się wzdłuż ulicy Leśnej. Do końca 1955 roku samodzielna wieś.

## Historia
Wierzbka w latach 1867–1954 należała do gminy Suchedniów w powiecie kieleckim w guberni kieleckiej. W II RP przynależał do woj. kieleckiego, gdzie 2 listopada 1933 utworzył gromadę o nazwie Wierzbka w gminie Suchedniów.
Podczas II wojny światowej włączony do Generalnego Gubernatorstwa, nadal jako gromada w gminie Suchedniów, licząca 313 mieszkańców. Po wojnie w województwa kieleckim, jako jedna z 20 gromad gminy Suchedniów.
W związku z reformą znoszącą gminy jesienią 1954 roku, Wierzbkę włączono do nowo utworzonej gromady Suchedniów. 1 stycznia 1956 gromadę Suchedniów zniesiono w związku z nadaniem jej statusu osiedla, przez co Wierzbka stała się integralną częścią Suchedniowa. 18 lipca 1962 osiedlu Suchedniów nadano status miasta, przez co Wierzbka stała się obszarem miejskim.